# Den Danske Regnskabsordbog
Den Danske Regnskabsordbog bygger primært på den gældende danske årsregnskabslov, danske regnskabsvejledninger og internationale regnskabsstandarder (IAS/IFRS). Ordbogen er udarbejdet ved Center for Leksikografi ved Handelshøjskolen i Århus af følgende leksikografer: Lektor Sandro Nielsen, lektor Lise Mourier og professor Henning Bergenholtz.
Ordbogen er udarbejdet med støtte fra Foreningen af Statsautoriserede Revisorers Studie- og Understøttelsesfond. Ordbogen indeholder 4.200 opslagsord og 15.000 ordforbindelser og er gratis tilgængelig på nettet.
Den Danske Regnskabsordbog er udarbejdet som hjælpemiddel til produktion og revision af danske regnskabstekster og til forståelse af danske regnskabstekster. Hvis man f.eks. har et problem med at forstå en bestemt term i en regnskabstekst, kan man finde hjælp i ordbogens definitioner. Hvis man ønsker hjælp til at skrive en regnskabstekst på dansk, så kan man finde hjælp i ordbogens grammatiske oplysninger om opslagsordene og i de ordforbindelser, der viser relevante sammenhænge i hvilke opslagsordet forekommer.